# Limpieza (medioambiente)
Una limpieza es una forma de voluntariado ambiental en la que un grupo de personas se reúne para recoger y desechar la basura en un lugar designado. Las limpiezas pueden llevarse a cabo en una calle, en un vecindario, en un parque, en una corriente de agua u otros espacios públicos. Los eventos de limpieza a menudo están centrados y dirigidos por la comunidad y son realizados por voluntarios.

## Limpieza de Playas
La limpieza de playas es el proceso de eliminación de la basura sólida, productos químicos densos, y los residuos orgánicos depositados en una playa o costa por la marea, los visitantes locales o turistas. Los seres humanos contaminan las playas con materiales como botellas y bolsas de plástico, pajitas de plástico, aparejos de pesca, filtros de cigarrillos, anillos de seis paquetes, mascarillas quirúrgicas y muchos otros elementos que a menudo provocan la degradación ambiental. Cada año, cientos de miles de voluntarios peinan playas y costas de todo el mundo para limpiar estos desechos. Estos materiales también se denominan “desechos marinos” o “contaminación marina” y su cantidad ha ido en aumento debido a las actividades antropocéntricas.